# Yangju
Yangju is een stad in de Zuid-Koreaanse provincie Gyeonggi-do. De stad telt 185.000 inwoners en ligt in het noorden van het land.

## Bestuurlijke indeling
- Baekseok-eup
- Gwangjeok-myeon
- Nam-myeon
- Si eunhyeon
- Jangheung-myeon
- Yangzhou 1-dong
- Yangzhou 2-dong
- Huiquan 1-dong
- Huiquan 2-dong
- Huiquan 3-dong
- Huiquan 4-dong

## Foto's

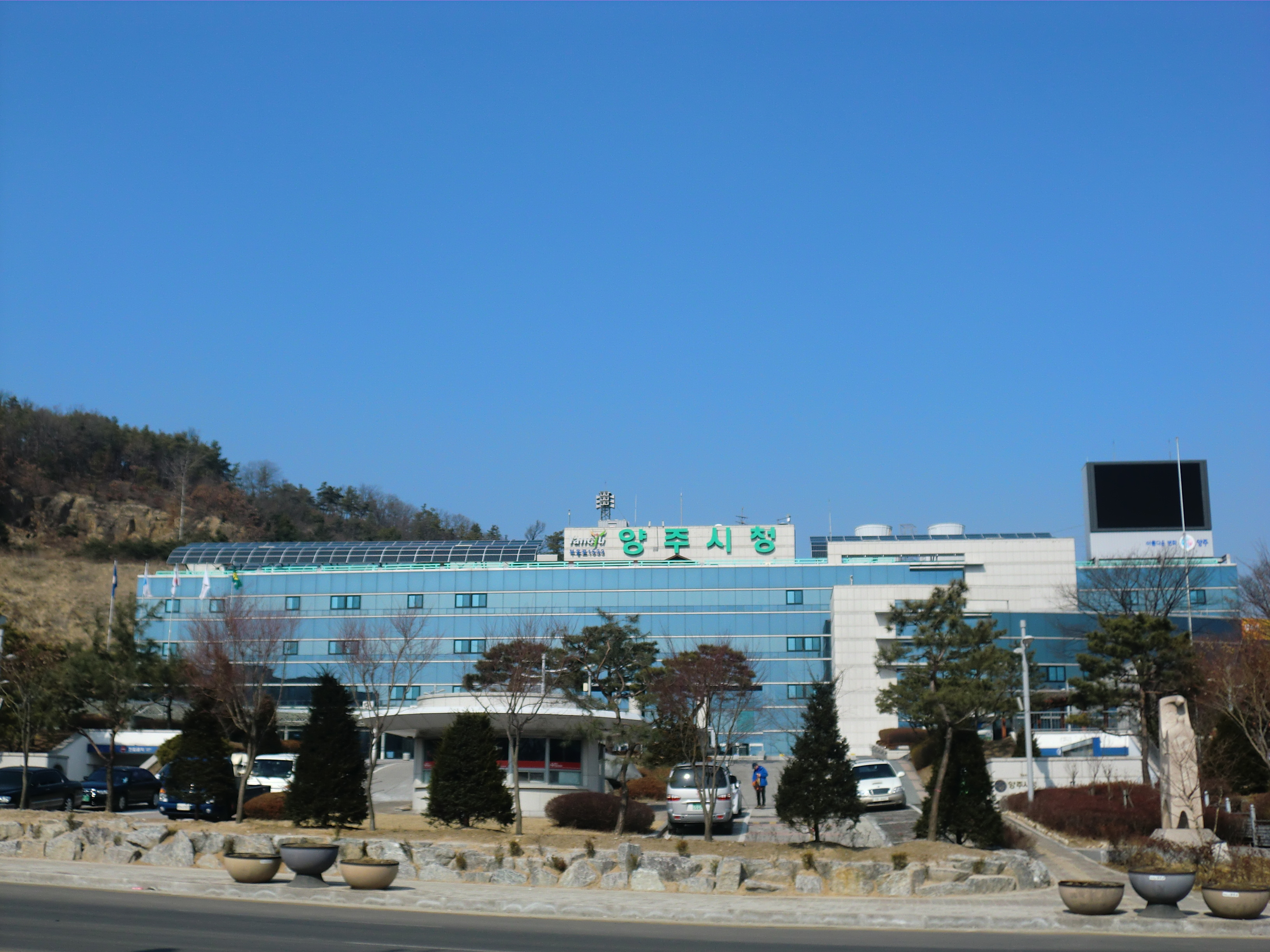
Stadhuis

Steden:
Ansan · Anseong · Anyang · Bucheon · Dongducheon · Gimpo · Goyang · Gunpo · Guri · Gwacheon · Gwangju · Gwangmyeong · Hanam · Hwaseong · Icheon · Namyangju · Osan · Paju · Pocheon · Pyeongtaek · Seongnam · Siheung · Suwon (hoofdstad) · Uijeongbu · Uiwang · Yangju · Yeoju · Yongin
Districten:
Gapyeong · Yangpyeong · Yeoncheon